# アントニオ・バークス
アントニオ・バークス（Antonio Burks、1982年5月30日 - ）は、アメリカ合衆国・アーカンソー州テクサーカナ出身のプロバスケットボール選手である。ポジションはスモールフォワード・パワーフォワード。

## 来歴
2006年、ABAのバーモント・フロストヒーブスに入団。オールスターにも出場しリーグ連覇に貢献。
2008年、新潟アルビレックスBBに入団。
2010年、秋田ノーザンハピネッツに移籍。

## 豆知識
アーカンソー高校時代は、放送部に所属。ビデオカメラに関する知識がある。